# 1845 Helewalda
1845 Helewalda è un asteroide della fascia principale. Scoperto nel 1972, presenta un'orbita caratterizzata da un semiasse maggiore pari a 2,9689371 UA e da un'eccentricità di 0,0539623, inclinata di 10,71308° rispetto all'eclittica.
Gli asteroidi 1844 Susilva e 1845 Helewalda sono dedicati "a due affascinanti compagne di scuola dello scopritore", rispettivamente Susi e Helen, entrambe della cittadina di Wald (Zurigo).